# Voormalig stadhuis aan de Javastraat
Het voormalig stadhuis aan de Javastraat in Den Haag werd vanaf 1862 gebouwd voor Jan Willem Arnold (Batavia 30-03-1813 - Bloemendaal 26-11-1885), een zeer rijk man met uitgestrekte bezittingen in Nederlands-Indië.
Na terugkeer uit Indië woonde Arnold in Amsterdam; hij verhuisde in 1862 naar de Haagse Prinsegracht en liet toen een huis bouwen aan de Javastraat, die toen nog Laan van Schuddegeest heette. Arnold moet in de periode 1864/1865 in het pand zijn gaan wonen. Voor het huis lag het Willemspark, aangelegd door koning Willem II, en achter het huis het Alexanderveld waar de militairen van de Alexanderkazerne exerceerden. De huidige monumentale voordeur was de entree voor de koetsen en gaf toegang tot de twee koetshuizen die zich achter het pand bevonden.

## Raadhuis
In 1910 verkocht de toenmalige eigenaar W. graaf van Rechteren Limpurg het huis aan de gemeente Den Haag. Het stadhuis aan de Groenmarkt was te klein geworden, en daarom werd gezocht naar een "tijdelijke" huisvesting voor de vergaderingen van de gemeenteraad. Op 22 april 1912 kwam de gemeenteraad voor de eerste maal in de nieuwe raadzaal bijeen. De gemeenteraad heeft van 1912 tot 1972 in het raadsgebouw aan de Javastraat vergaderd. In deze raadzaal werden ook de eerste twee vrouwelijke raadsleden geïnstalleerd. Burgemeester J.A.N. Patijn zei in zijn toespraak tot de raad dat hij de benoeming van deze vrouwen ".. een gebeurtenis van belang in de geschiedenis van onze gemeente" achtte (in die tijd hadden vrouwen alleen passief kiesrecht).
Het gebouw is vele jaren gebruikt als trouwlocatie; onder meer zijn hier enkele koninklijke huwelijken gesloten: van koningin Juliana met prins Bernhard (1937), van prinses Margriet met Pieter van Vollenhoven (1967), en van prins Constantijn met Laurentien Brinkhorst (2001).

## Internationale club
Eind 2012 werd de International Club The Hague in dit gebouw opgericht door Ronald Klomp en historicus Heino Walbroek, die tevens bestuurslid is van de Stichting Marketing Scheveningen en voorzitter van de Vereniging van Strandtentexploitanten. Het gebouw is een trouwlocatie.
Het hele interieur werd opgeknapt, in de achterzaal werd een moderne bar om een klassieke haard gebouwd en in de balzaal op de eerste verdieping werden twee handgemaakte kroonluchters opgehangen van het ontwerpersduo William Brand en Annet van Egmond, gemaakt van geroest staal en bladgoud en met de hand gekabbelde glaspegels.
Aan de grote binnentuin is weinig veranderd. De Haagse schelpen, zoals bekend van het Lange Voorhout en het Nassauplein, liggen er nog.
De club was geen succes en sloot binnen een jaar.